# Maansan
Maansan (kínaiul 马鞍山, pinjin: Mǎ ān Shān) prefektúra szintű város Kínában, Anhuj tartományban. Lakosainak száma 2 159 930 fő (2020).

## Népesség
| 2010 | 2 202 899 |
| 2020 | 2 159 930 |

## Testvérvárosok
- Hamilton
- Tlalnepantla